# Ajao Emoto
Ajao Emoto (江本 綾生, Emoto Ayao, 1895–1978) byl japonský fotograf aktivní ve 20. století. Jeho fotografie jsou ve sbírce Tokijského muzea fotografie.